# Port Royal (Virginia)
Port Royal  es un lugar designado por el censo en el  condado de Caroline, Virginia  (Estados Unidos). Según el censo de 2010 tenía una población de 126 habitantes.

## Demografía
Según el censo del 2000, Port Royal tenía 170 habitantes, 72 viviendas, y 43 familias. La densidad de población era de 547 habitantes por km².
De las 72 viviendas en un 31,9%  vivían niños de menos de 18 años, en un 43,1%  vivían parejas casadas, en un 13,9% mujeres solteras, y en un 38,9% no eran unidades familiares. En el 31,9% de las viviendas  vivían personas solas el 12,5% de las cuales correspondía a personas de 65 años o más que vivían solas. El número medio de personas viviendo en cada vivienda era de 2,36 y el número medio de personas que vivían en cada familia era de 2,89.
Por edades la población se repartía de la siguiente manera: un 27,1% tenía menos de 18 años, un 7,1% entre 18 y 24, un 29,4% entre 25 y 44, un 17,6% de 45 a 60 y un 18,8% 65 años o más.
La edad media era de 37 años.  Por cada 100 mujeres de 18 o más años  había 100 hombres.
La renta media por vivienda era de 31.429$ y la renta media por familia de 33.750$. Los hombres tenían una renta media de 23.571$ mientras que las mujeres 19.167$. La renta per cápita de la población era de 15.878$. Ninguno de las familias y el 7,2% de la población estaban por debajo del umbral de pobreza.

## Localidades adyacentes
El siguiente diagrama muestra a las localidades más próximas a Port Royal .